# 잔나비버섯과
잔나비버섯과(Fomitopsidaceae)는 담자균강 구멍장이버섯목에 속하는 균류과의 하나이다. 대부분의 종이 목본 식물에 기생하며, 마른썩음병(乾腐病, Dry rot)을 일으키는 원인균이다.

## 하위 속
- Amylocystis
- 주름구멍버섯속 (Antrodia)
- 황금구멍버섯속 (Auriporia)
- Buglossoporus
- 시루버섯속 (Climacocystis)
- 후추고약버섯속 (Dacryobolus)
- 미로버섯속 (Daedalea)
- Donkioporia
- 재목버섯속 (Fomitella)
- 잔나비버섯속 (Fomitopsis)
- Gilbertsonia
- 떡버섯속 (Ischnoderma)
- 덕다리버섯속 (Laetiporus)
- Laricifomes
- Lasiochlaena
- Osteina
- Parmastomyces
- 해면버섯속 (Phaeolus)
- Pilatoporus
- 자작나무버섯속 (Piptoporus)
- Pycnoporellus
- 귓등버섯속 (Postia)
- Spelaeomyces
- Xylostroma